# Microchaetina teleta
Microchaetina teleta là một loài ruồi trong họ Tachinidae.